# John Kilford
John Douglas Kilford (8 tháng 11 năm 1938 - 2012) là một cầu thủ bóng đá người Anh thi đấu ở Football League cho Leeds United và Notts County.